# Spillern
Spillern är en ort och kommun i Österrike. Den ligger i distriktet Korneuburg i förbundslandet Niederösterreich, 20 km norr om huvudstaden Wien.